# Luban (köping i Kina, Guizhou)
Luban (kinesiska: 鲁班, 鲁班镇) är en köping i Kina. Den ligger i provinsen Guizhou, i den sydvästra delen av landet, omkring 120 kilometer norr om provinshuvudstaden Guiyang. Antalet invånare är 35407. Befolkningen består av 16 952 kvinnor och 18 455 män. Barn under 15 år utgör 22,0 %, vuxna 15-64 år 69 %, och äldre över 65 år 8,0 %.